# Чемпіонат Німеччини з хокею 1946
Чемпіонат Німеччини з хокею 1946 — 29-й регулярний чемпіонат Німеччини з хокею, неофіційним чемпіоном став СК Ріссерзеє.

## Попередній етап
| М  | Команда        | І | О |
| -- | -------------- | - | - |
| 1. | Крефельдер ЕВ  | 6 | 9 |
| 2. | СК Ріссерзеє   | 6 | 8 |
| 3. | ХК Фюссен      | 6 | 4 |
| 4. | Дюссельдорф ЕГ | 6 | 3 |

## Фінальний раунд
3 грудня 1946 року газета «Спорткур'єр» повідомила про чемпіонат Німеччини, який проходив у Мюнхені.
- СК Ріссерзеє — Крефельдер ЕВ 9:2
- СК Ріссерзеє — ХК Фюссен 10:1
- Крефельдер ЕВ — ХК Фюссен 8:7

| М  | Команда       | І | Пер | Н | Пор | Ш     | О |
| -- | ------------- | - | --- | - | --- | ----- | - |
| 1. | СК Ріссерзеє  | 2 | 2   | 0 | 0   | 19:3  | 4 |
| 2. | Крефельдер ЕВ | 2 | 1   | 0 | 1   | 10:16 | 2 |
| 3. | ХК Фюссен     | 2 | 0   | 0 | 2   | 8:18  | 0 |

Скорочення: М = підсумкове місце, І = ігри, Пер = перемоги, Н = нічиї, Пор = поразки, Ш = закинуті та пропущені шайби, О = набрані очки